# 1864年美国总统选举
1864年美国总统选举是美國第20屆總統選舉，於1864年11月8日舉行，選舉結果爲亞伯拉罕·林肯取得212票選舉人票連任。
1864年臨近結束美國內戰，現任總統亞伯拉罕·林肯的國家聯合黨輕鬆擊敗了民主黨候選人，前將軍喬治·B·麥克萊倫在選舉團中以212-21的大比分優勢獲得55%的普選票。為了選舉，共和黨和一些民主黨人創建了國家聯合黨，特地用以吸引挺戰民主黨人。儘管曾擔心失敗，但林肯還是在民眾和選舉人投票中贏得了絕大多數，部分原因是同年稍早聯邦軍在亞特蘭大戰役中獲勝。由於內戰仍在進行中，加入美利堅聯盟國的南方十一個州中的任何一個州都沒有計算任何選舉人票。林肯的連任確保了他之於內戰成功結束方面的主持地位。
林肯是繼安德魯·傑克森之後第一個連任美國總統的人，林肯在他的第二個任期不到兩個月就被約翰·威爾克斯·布思暗殺，由副總統安德魯·約翰遜繼任17任美國總統。